# Ihop
Ihop Restaurants, LLC, marknadsför sig som IHOP, tidigare International House of Pancakes, är en amerikansk multinationell restaurangkedja som hade år 2021 totalt 1 751 restauranger, samtliga ägda av franchisetagare. Restaurangerna fanns i alla 50 amerikanska delstater, District of Columbia, två amerikanska territorier (Guam och Puerto Rico) samt sju länder (Ecuador, Indien, Kanada, Mexiko, Pakistan, Panama och Peru). I USA hade de en total försäljning på mer än 3,1 miljarder amerikanska dollar för det året. Restaurangkedjan ägs av förvaltningsbolaget Dine Brands Global.
Restaurangkedjan grundades 1958 som International House of Pancakes i Toluca Lake (Los Angeles, Kalifornien) av bröderna Al Lapin, Jr. och Jerry Lapin. Al Lapin, Jr. grundade senare också ett förvaltningsbolag med namnet International Industries och som ägde bland annat Ihop och Orange Julius. År 1969 påbörjade man internationell expandering och öppnade första restaurangen utanför USA i Kanada. År 1973 beslutade restaurangkedjan att förenkla namnet till endast Ihop. Samma år lämnade Al Lapin, Jr. kedjan. År 1976 blev Ihops ägarbolag International Industries Ihop Corporation efter en omorganisation av förvaltningsbolaget, de bytte även namn till Dine Equity 2008 och Dine Brands Global 2018. År 2010 stämde Ihop det kristna missionsorganisationen International House of Prayer i Kansas City i Missouri, som då använde sig också av Ihop som förkortning, för varumärkesintrång. Stämningen drogs dock tillbaka efter att parterna började förhandla med varandra. De kom senare överens om att International House of Prayers skulle byta förkortning från Ihop till Ihopkc. I juni 2018 meddelade Ihop att man skulle byta namn till Ihob (International House of Burgers), vilket rönte stor uppmärksamhet i media och på sociala medier. Det visades sig dock att det var bara ett marknadsföringsknep för att marknadsföra deras nya hamburgare som de lanserade, de bytte tillbaka till Ihop månaden efter.